# 日本旅行・グローバルビジネストラベル
株式会社日本旅行・グローバルビジネストラベルは、東京都墨田区に本社をおく旅行業者。ビジネス・トラベル・マネジメント（BTM）専業の旅行会社で、American Express Global Business Travel（GBT）が55%、株式会社日本旅行が45%の子会社である。

## 概要
前身となる株式会社日本旅行・アメリカン エキスプレスは、法人向け業務渡航専門会社としてアメリカンエキスプレスと日本旅行の合弁により2001年4月2日に営業開始。同年3月15日より、財団法人日本旅行業協会の正会員。2015年12月31日をもって、現在の社名株式会社日本旅行・グローバルビジネストラベルに商号を変更。通称はアメリカンエキスプレス・グローバルビジネストラベル・日本旅行（日本語）、およびAmerican Express Global Business Travel Nippon Travel Agency（英語）。

## 沿革
- 2001年4月 合弁会社　日本旅行・アメリカンエキスプレスとして営業を開始。当初の出資比率は日本旅行65%、AMEX35%。その後日本旅行45%、AMEX55%に出資比率を変更。
- 2007年末 両社は法人と個人の両分野において顧客サービスの向上を目指す包括提携を結ぶ[4]
- 2014年10月 リアルタイム対応型の危機管理ツール「AX CONNECT」の販売開始を発表[5]
- 2015年4月 セーバートラベルネットワークとパートナーシップ契約を締結[6]
- 2015年12月 株式会社日本旅行・グローバルビジネストラベルに社名変更[7]

## 24時間対応
緊急対応トラベルデスクサービスは2015年12月にスタートし、国際航空券・ホテルの予約手配はを自社専任スタッフで24時間対応。2016年4月1日から、航空券の発券業務も24時間対応を開始。